# Alfa Romeo Arna
L'Alfa Romeo Arna (acronimo di Alfa Romeo Nissan Auto) è una berlina di segmento C, costruita dalla casa automobilistica Alfa Romeo in collaborazione con la Nissan e prodotta dal 1983 al 1987.

## Il contesto e l'accordo
(Tag-line del prodotto al lancio commerciale)
Alla fine degli anni settanta l'Alfa Romeo, a quel tempo di proprietà dell'IRI, decise di proporre una vettura a 2 volumi da affiancare all'Alfa Romeo Alfasud nella fascia di prezzo più bassa del segmento C allo scopo di inserirsi nel settore di mercato originato nel 1974 dal debutto della Volkswagen Golf, cui il Gruppo Fiat aveva risposto contrapponendo, con qualche anno di ritardo la Fiat Ritmo e altri gruppi generalisti avevano fatto con auto di simile impostazione che tanto successo stavano riscuotendo in tutta Europa in quegli anni, come Renault 14 o Talbot Horizon o come le nuove versioni compatte di Opel Kadett e Ford Escort.
Piuttosto che creare una vettura completamente nuova, operazione inattuabile per tempi e costi, la dirigenza Alfa optò per utilizzare, con alcune modifiche, le scocche di un'auto già in produzione, adattandole alla meccanica derivata dall'Alfasud. La scelta cadde sul modello Nissan Pulsar N10, lanciato in Giappone nel maggio 1978 ed in Europa (con il nome Cherry) nel marzo 1979, anche se in realtà le scocche utilizzate sarebbero state quelle della successiva Nissan Pulsar N12, commercializzata dal 1983.  A tal fine venne stilato un accordo di associazione temporanea globale con la Nissan in base al quale fu costituita una nuova società con sede in Italia, la Alfa Romeo Nissan Automobili S.p.A.
L'accordo societario, firmato a Tokyo il 9 ottobre 1980 da Takashi Ishihara e da Ettore Massacesi, presidenti rispettivamente di Nissan e di Alfa Romeo, a prescindere dal risultato commerciale (le iniziali stime erano per 3.500 nuovi posti di lavoro e l'assemblaggio di 60.000 auto all'anno), appariva piuttosto una novità in Europa, permettendo una completa fusione di sviluppo e costruzione, ancorché limitate ad un singolo modello. L'unico precedente simile era l'accordo British Leyland/Honda del 1979 per produrre in Inghilterra la Triumph Acclaim, che però era una copia identica, anche sul piano tecnico, della Honda Ballade. In entrambi i casi le imprese giapponesi, servendosi dell'Alfa e della Triumph, potevano aggirare il contingentamento e i dazi doganali allora in vigore nella CEE per le importazioni di auto nipponiche.
Nel caso dell'Arna, i giapponesi avrebbero fornito il 20% del lavoro necessario all'assemblaggio di ogni vettura; le parti spedite dal Giappone all'Italia sarebbero state completate con meccanica e componentistica italiana.

## La produzione

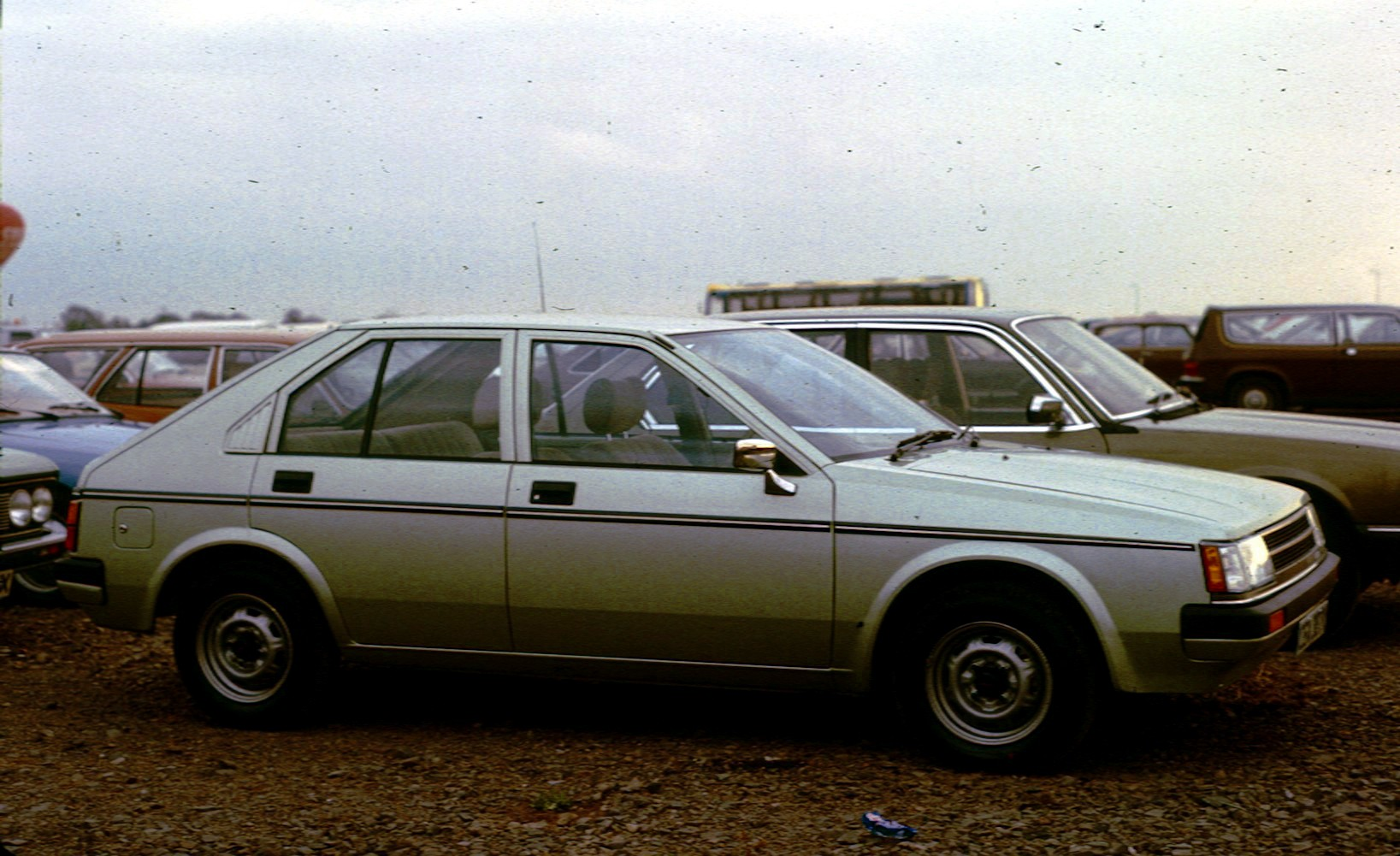
Una Nissan Pulsar/Cherry per il mercato britannico

La nuova unità produttiva fu impiantata in un apposito stabilimento costruito in tempi record a Pratola Serra, in provincia di Avellino, anche se parte del processo, relativo all'innesto della meccanica, fu terminato nello stabilimento dell'Alfasud a Pomigliano d'Arco. La macchina definitiva risultò essere un'integrazione tecnica delle due vetture: carrozzeria, retrotreno, interni, plancia e sedili erano della Nissan, con qualche modifica minore. Il motore boxer 4 cilindri 1.2 da 63 cv, la trasmissione e l’avantreno erano quelli dell'Alfasud.
Proprio l'avantreno Alfa (strutturato a ruote indipendenti, con triangoli inferiori oscillanti, agganciati a montanti verticali con molle elicoidali e ammortizzatori idraulici) causò problemi agli ingegneri e ne complicò il lavoro: allorché si iniziò l’assemblaggio, ci si rese conto che le scocche Pulsar/Cherry dovevano essere modificate più del previsto, con la sostituzione di alcuni lamierati frontali e del compartimento motore, per accogliere correttamente le sospensioni, il cambio, e la meccanica derivata dall'Alfasud, la stessa che sarà poi montata sulla serie Alfa 33.. A causa di ciò, la presentazione della vettura dovette essere ritardata e avvenne nel settembre 1983 al Salone di Francoforte, quasi un anno dopo le previsioni iniziali.
L'impressione degli addetti ai lavori e del pubblico non fu positiva; il disegno della carrozzeria rimaneva infatti in larga parte quello decisamente convenzionale della Pulsar/Cherry, peraltro commercializzata in quegli stessi anni da Nissan sia in Europa sia in Oriente, con alcuni esemplari presenti già in Italia. Anche gli interni, per quanto razionali e moderni, erano identici alla versione giapponese, eccetto il volante e il pomello del cambio, quindi con nessuna somiglianza stilistica rispetto al resto della gamma Alfa. Gli sforzi dei progettisti italiani, volti a richiamare esteticamente il family feeling delle Alfa Romeo dei primi anni 1980, poterono esprimersi solo in maniera alquanto limitata e mirata sulle fanalerie e sulla mascherina anteriore.
A complicare il quadro, a fronte dei ritardi del progetto Arna e alla necessità di garantire quote di produzione allo stabilimento di Pomigliano d'Arco, vi fu la decisione della dirigenza Alfa Romeo di realizzare una nuova vettura su meccanica e pianale dell'Alfasud ma di segmento superiore, la Alfa 33, che fu presentata al salone di Ginevra 1983, cioè addirittura sei mesi prima dell'Arna, e uscì sui mercati all'inizio del 1984, praticamente in contemporanea. Questo modello, più brillante ed esteticamente riuscito, mise immediatamente in ombra la vettura italo-nipponica, sottraendole molti eventuali clienti interessati.
Sul mercato, al momento del lancio l'Arna costava 9.980.000 lire per la versione L e 10.730.000 Lire per la SL. I numeri di vendita evidenziarono subito uno scollamento fra le attese e l'effettiva domanda. Nel 1984 - che si rivelerà l'anno di maggiore successo - vennero vendute sole 31.066 Arna, la metà di quanto stimato. Nel 1985 le auto immatricolate si fermarono a 10.976. Quando, nel 1987, l'ultima Arna lasciò la catena di montaggio, erano state assemblate appena 53.047 scocche, molte delle quali rimasero a lungo invendute.
Nel 1987 - nonostante fossero stati commissionati alcuni studi per un restyling della vettura - la nuova dirigenza Fiat, nel frattempo subentrata ad IRI nel controllo dell'Alfa Romeo, decise lo stop immediato e definitivo della produzione, che avveniva in forte perdita, sia per i costi dello stabilimento (che Fiat successivamente riconvertì nella produzione di motori), sia per il rialzo del valore dello yen, valuta con cui venivano pagati i lamierati e le componenti in Giappone. Il basso numero di esemplari venduti posizionò l'Arna fra gli insuccessi di vendita delle case automobilistiche.

## La vettura
L'Arna è stata costruita nelle versioni L (3 porte) ed SL (5 porte) dotate della motorizzazione Alfasud base, ovvero del boxer 1.2 da 63 CV. A queste, si affiancava la versione sportiva TI (3 porte) che, motorizzata con il più potente 1.3 da 86 CV, raggiungeva facilmente velocità superiori a 170 km/h.
| Versione | Anni di produzione |
| -------- | ------------------ |
| Arna L   | dal 1983 al 1987   |
| Arna SL  | dal 1983 al 1987   |
| Arna TI  | dal 1984 al 1987   |

Dal punto di vista prettamente tecnico, l'Arna presentava alcune novità rispetto al passato: il motore boxer, collaudato e revisionato (aveva un cavallo in più della versione precedente) garantiva prestazioni brillanti soprattutto sulla versione TI, mentre le dimensioni e il bilanciamento dell'auto assicuravano una tenuta di strada molto al di sopra degli standard delle concorrenti; al contrario, il cambio risultava poco fluido.
Gli stessi lamierati Nissan, a struttura differenziata e trattati con metodo zincrometal, avevano in buona parte risolto gli annosi problemi di corrosione che avevano afflitto la precedente produzione Alfasud. Anche gli interni e le plastiche, di produzione asiatica, erano di qualità buona rispetto agli abituali standard. Sempre dal punto di vista tecnico, la vettura presentava altre particolarità aggiunte dai tecnici italiani:  i freni a disco anteriori erano stati spostati dal semiasse alle ruote.
Nell’edizione del 1985, si rinuncia ad un qualsiasi restyling, mentre vengono apportate alcune modifiche tecniche: il motore - ad esempio - non ha più il carburatore monocorpo e trova un cavallo in più di potenza..

### L'Arna e gli enti pubblici
Numerosi esemplari di Arna, tra cui parte degli invenduti a fine produzione, vengono ceduti ad alcuni enti pubblici, che li impiegano prevalentemente per compiti di servizio e, in alcuni casi, per attività di polizia municipale. Se non risultano oggi esemplari di Arna delle forze dell'ordine conservati in musei, qualcuno di essi, restaurato, viene utilizzato per manifestazioni.

### L'Arna nella cultura popolare e nei media
Nella cultura popolare, anche a distanza di anni, la reputazione del modello l'ha portata ad essere giudicata - nel 2008 - l'auto più brutta, in un "sondaggio" lanciato da parte dal quotidiano nazionale Il Sole 24 Ore. Ad ogni modo, sebbene nel 2013 ACI l'abbia inserita fra le auto "storiche", l'Arna continua a non essere al centro dell'attenzione del collezionismo del marchio Alfa Romeo.

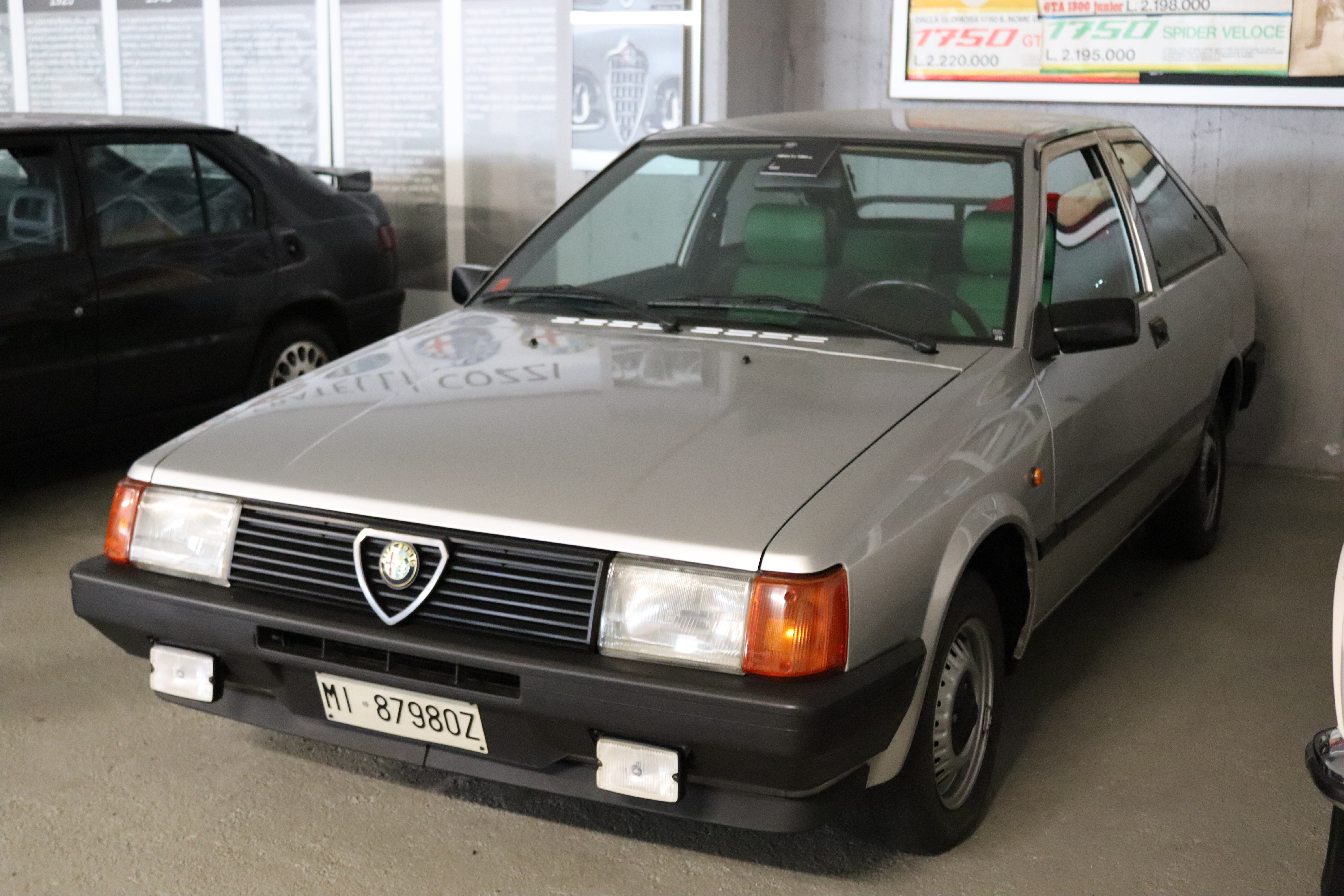
Un'Arna conservata al Museo Fratelli Cozzi

Ai tempi la vettura fece la sua comparsa in alcuni film e fiction; in epoche successive, complice la sua "fama", il suo impiego in lavori per la televisione (quali I Cesaroni) e come oggetto di canzoni e spettacolarizzazioni ha assunto una sfumatura prettamente negativa e parodistica.
(Elio e le Storie Tese, La visione)

### L'Arna all′estero
La Nissan, nel resto del mercato europeo ed in quello domestico, seppe trarre beneficio dall'accordo con Alfa Romeo, nonostante i limiti che questo le imponeva. In Europa, ad esempio, fu posta in commercio la Cherry Europe GTI (ma non nel mercato italiano). Era identica all'Arna TI (ad esclusione del marchio), ma aveva il motore Alfa Romeo 1.5 da 105 CV.. In Giappone, la Nissan sfruttò l'effetto traino della casa del biscione lanciando una versione della Pulsar chiamata Pulsar Milano X-1, approntata anche per le competizioni. In un tentativo di riprendere gli stilemi Alfa, pur non essendo autorizzata ad usarne esplicitamente il logo o il motore, l'auto venne dotata - al pari della Cherry Europe GTI - degli interni neri e verdi già montati sulla Arna TI, mentre la locale pubblicità si richiamava all'Alfa Romeo.
Nel 1983 la Nissan N12 è stata brevemente venduta (con scarso successo) anche negli Stati Uniti come Nissan Pulsar.
Dal 1984 al 1987 è stata prodotta in Australia la Holden Astra, nella sola configurazione a 5 porte. Le differenze con la versione originale giapponese erano minime: una nuova griglia anteriore, fanali posteriori e le targhette identificative. La meccanica era basata su un motore Nissan 1500cc costruito sul posto.

## Dati tecnici
| Caratteristiche tecniche - Alfa Romeo Arna 1.2 SL (1984)                        | Caratteristiche tecniche - Alfa Romeo Arna 1.2 SL (1984) | Caratteristiche tecniche - Alfa Romeo Arna 1.2 SL (1984) | Caratteristiche tecniche - Alfa Romeo Arna 1.2 SL (1984) | Caratteristiche tecniche - Alfa Romeo Arna 1.2 SL (1984) | Caratteristiche tecniche - Alfa Romeo Arna 1.2 SL (1984) |
| ------------------------------------------------------------------------------- | --- | --- | --- | --- | --- |
|                                                                                 | | | | | |
| Configurazione                                                                  | | | | | |
| Carrozzeria: Berlina                                                            | Carrozzeria: Berlina | Posizione motore: anteriore | Posizione motore: anteriore | Trazione: anteriore | Trazione: anteriore |
| Dimensioni e pesi                                                               | | | | | |
| Ingombri (lungh.×largh.×alt. in mm): 4000 × 1651 × 1367                         | Ingombri (lungh.×largh.×alt. in mm): 4000 × 1651 × 1367 | Ingombri (lungh.×largh.×alt. in mm): 4000 × 1651 × 1367 | Ingombri (lungh.×largh.×alt. in mm): 4000 × 1651 × 1367 | Diametro minimo sterzata: | Diametro minimo sterzata: |
| Interasse: 2416 mm                                                              | Interasse: 2416 mm | Carreggiate: anteriore 1392 - posteriore 1396 mm | Carreggiate: anteriore 1392 - posteriore 1396 mm | Altezza minima da terra: | Altezza minima da terra: |
| Posti totali: 5                                                                 | Posti totali: 5 | Bagagliaio: | Bagagliaio: | Serbatoio: 50 litri (riserva 10 litri) | Serbatoio: 50 litri (riserva 10 litri) |
| Masse                                                                           | / in ordine di marcia: 850 kg / rimorchiabile: 900 kg | / in ordine di marcia: 850 kg / rimorchiabile: 900 kg | / in ordine di marcia: 850 kg / rimorchiabile: 900 kg | / in ordine di marcia: 850 kg / rimorchiabile: 900 kg | / in ordine di marcia: 850 kg / rimorchiabile: 900 kg |
| Meccanica                                                                       | | | | | |
| Tipo motore: 4 cilindri boxer in posizione anteriore longitudinale              | Tipo motore: 4 cilindri boxer in posizione anteriore longitudinale | Tipo motore: 4 cilindri boxer in posizione anteriore longitudinale | Cilindrata: Alesaggio x corsa = 80 x 59 mm; totale 1.186 cm³ | Cilindrata: Alesaggio x corsa = 80 x 59 mm; totale 1.186 cm³ | Cilindrata: Alesaggio x corsa = 80 x 59 mm; totale 1.186 cm³ |
| Distribuzione: 1 albero a camme in testa per bancata, comando a cinghia dentata | Distribuzione: 1 albero a camme in testa per bancata, comando a cinghia dentata                                                                                         | Distribuzione: 1 albero a camme in testa per bancata, comando a cinghia dentata                                                                                         | Alimentazione: 1 carburatore verticale doppio corpo Solex | Alimentazione: 1 carburatore verticale doppio corpo Solex | Alimentazione: 1 carburatore verticale doppio corpo Solex |
| Prestazioni motore                                                              | Potenza: 68 CV a 6000 giri/min / Coppia: 9,2 kgm a 3.200 giri/min | Potenza: 68 CV a 6000 giri/min / Coppia: 9,2 kgm a 3.200 giri/min | Potenza: 68 CV a 6000 giri/min / Coppia: 9,2 kgm a 3.200 giri/min | Potenza: 68 CV a 6000 giri/min / Coppia: 9,2 kgm a 3.200 giri/min | Potenza: 68 CV a 6000 giri/min / Coppia: 9,2 kgm a 3.200 giri/min |
| Accensione: a bobina e spinterogeno, con anticipo a depressione                 | Accensione: a bobina e spinterogeno, con anticipo a depressione | Accensione: a bobina e spinterogeno, con anticipo a depressione | Impianto elettrico: | Impianto elettrico: | Impianto elettrico: |
| Frizione: monodisco a secco, con comando idraulico                              | Frizione: monodisco a secco, con comando idraulico | Frizione: monodisco a secco, con comando idraulico | Cambio: meccanico a 5 marce + RM | Cambio: meccanico a 5 marce + RM | Cambio: meccanico a 5 marce + RM |
| Telaio                                                                          | | | | | |
| Corpo vettura                                                                   | Scocca metallica autoportante a struttura differenziata | Scocca metallica autoportante a struttura differenziata | Scocca metallica autoportante a struttura differenziata | Scocca metallica autoportante a struttura differenziata | Scocca metallica autoportante a struttura differenziata |
| Sterzo                                                                          | a cremagliera | a cremagliera | a cremagliera | a cremagliera | a cremagliera |
| Sospensioni                                                                     | anteriori: A ruote indipendenti (MacPherson), molle elicoidali, ammortizzatori idraulici / posteriori: A ruote indipendenti, molle elicoidali, ammortizzatori idraulici | anteriori: A ruote indipendenti (MacPherson), molle elicoidali, ammortizzatori idraulici / posteriori: A ruote indipendenti, molle elicoidali, ammortizzatori idraulici | anteriori: A ruote indipendenti (MacPherson), molle elicoidali, ammortizzatori idraulici / posteriori: A ruote indipendenti, molle elicoidali, ammortizzatori idraulici | anteriori: A ruote indipendenti (MacPherson), molle elicoidali, ammortizzatori idraulici / posteriori: A ruote indipendenti, molle elicoidali, ammortizzatori idraulici | anteriori: A ruote indipendenti (MacPherson), molle elicoidali, ammortizzatori idraulici / posteriori: A ruote indipendenti, molle elicoidali, ammortizzatori idraulici |
| Freni                                                                           | anteriori: a disco / posteriori: a tamburo | anteriori: a disco / posteriori: a tamburo | anteriori: a disco / posteriori: a tamburo | anteriori: a disco / posteriori: a tamburo | anteriori: a disco / posteriori: a tamburo |
| Pneumatici                                                                      | 165/70 SR-13 / Cerchi: 13" | 165/70 SR-13 / Cerchi: 13" | 165/70 SR-13 / Cerchi: 13" | 165/70 SR-13 / Cerchi: 13" | 165/70 SR-13 / Cerchi: 13" |
| Prestazioni dichiarate                                                          | | | | | |
| Velocità: 170 km/h                                                              | Velocità: 170 km/h | Velocità: 170 km/h | Accelerazione: 0-1000 m: 33 | Accelerazione: 0-1000 m: 33 | Accelerazione: 0-1000 m: 33 |
| Consumi                                                                         | a 90 km/h, 6 litri/100 km; a 120 km/h, 7,9 litri/100 km; ciclo urbano (simulato) 10,2 litri/100 km; media ECE 8,6 litri/100 km                                          | a 90 km/h, 6 litri/100 km; a 120 km/h, 7,9 litri/100 km; ciclo urbano (simulato) 10,2 litri/100 km; media ECE 8,6 litri/100 km                                          | a 90 km/h, 6 litri/100 km; a 120 km/h, 7,9 litri/100 km; ciclo urbano (simulato) 10,2 litri/100 km; media ECE 8,6 litri/100 km                                          | a 90 km/h, 6 litri/100 km; a 120 km/h, 7,9 litri/100 km; ciclo urbano (simulato) 10,2 litri/100 km; media ECE 8,6 litri/100 km                                          | a 90 km/h, 6 litri/100 km; a 120 km/h, 7,9 litri/100 km; ciclo urbano (simulato) 10,2 litri/100 km; media ECE 8,6 litri/100 km                                          |

## Motorizzazioni
| Modello | Disponibilità       | Motore  | Cilindrata (cm³) | Potenza       | Coppia Massima (Nm) | Emissioni CO2 (g/km) | 0–100 km/h (secondi) | Velocità max (km/h) | Consumo medio (km/l) |
| ------- | ------------------- | ------- | ---------------- | ------------- | ------------------- | -------------------- | -------------------- | ------------------- | -------------------- |
| 1.2 63  | dal debutto al 1984 | Benzina | 1186             | 46 kW (63 Cv) | 88                  | n.d                  | n.d                  | 150                 | 12,1                 |
| 1.2 68  | dal 1985 al 1987    | Benzina | 1186             | 50 kW (68 Cv) | 90                  | n.d                  | n.d                  | 155                 | 12,7                 |
| 1.3 TI  | dal debutto al 1987 | Benzina | 1351             | 63 kW (86 Cv) | 118                 | n.d                  | n.d                  | 173                 | 12,4                 |